# Rosita Arrieta
Rosa Donadio más conocida como  Rosita Arrieta (Montevideo, 1895 - Buenos Aires, 1984), fue una actriz uruguaya de teatro de larga trayectoria artística en Argentina. Su hermano fue el actor Santiago Arrieta.

## Carrera
Rosita Arrieta se perfilaba ya en la década del '20 como una de las primeras actrices teatrales. Los Arrieta integraban, en ese momento, una familia artística de hondo y merecido arraigo en las plateas rioplatenses. Entre sus hermanos estaban María, Gioconda, Santiago y Juancito y Aída. Su cuñada fue la actriz Isabel Figlioli, esposa de su hermano Santiago, quien tuvo una gran actividad en Argentina.
Su inicio se marca en los primeros años del siglo XX en el circo uruguayo junto a su familia. Fue primera figura femenina de la Compañía teatral de Carlos Brussa. Estrenó entre otras, obras de Juan José Morosoli y Julio Casas Araújo, y encabezó su propia compañía al estrenar El vaso de sombras en 1926. Junto a Carlos Brussa integró una importante compañía dramática con la que presentó decenas de obras.
Mientras Olinda Bozán se perfilaba como una de las mejores actrices cómicas, Arrieta era en lo dramático. Con un físico delgado y una voz dolida hizo interpretaciones maravillosas que tuvieron una gran repercusión pública.

## Teatro
- 1914: La gringa, de Florencio Sánchez.
- 1923: Poblana, dirigida por Ángel Curotto y estrenada en  el Teatro Lavalleja de Minas.
- 1924: El rancho de las chinas.
- 1924: La moza que soñó despierta.Estrenada en el Teatro Artigas, con Martín Zabalúa y Antonia Vila.
- 1925: La mala semilla, escrita por Carlos Brussa, junto con Asunción Carreras.
- 1925: La Enemiga, de César Iglesia, con la "Compañía de Carlos Brussa", junto a Martín Zabalúa.
- 1926: El vaso de sombras, escrita por Casas Aráujo.
- 1927: La chala, un drama en tres actos.
- 1927: Caín y Abel.
- 1927: La cuesta de la vida.
- 1927: La grieta
- 1927: Suicidémosnos.
- 1929: Poncho de cerrazón.
- 1930: El Gato Con Botas.
- 1931: El rancho del hermano, estrenada en el Teatro Nacional.
- 1932: La música del riachuelo, sainete lírico. Estrenado en el Teatro Apolo con la Gran "Compañía Argentina de Comedias y Saínetes Olinda Bozán". En elenco compartió cartel con Tita Galatro, Francisco Charmiello, Pablo Fiorito, Carlos Morales, entre otros.
- 1934: El Gran Dios Brown, junto con Camila Quiroga, Norma Castillo, Nélida Quiroga, Mangacha Gutiérrez, Mary Dormal, Blanca Vidal, Dora Dolly y Carmen Castex.[3]
- Barranca abajo
- Los derechos de la salud.
- La rondalla
- El Tendal